# Valence-en-Brie
Valence-en-Brie är en kommun i departementet Seine-et-Marne i regionen Île-de-France i norra Frankrike. Kommunen ligger i kantonen Le Châtelet-en-Brie som tillhör arrondissementet Melun. År 2022 hade Valence-en-Brie 1 023 invånare.

## Befolkningsutveckling
Antalet invånare i kommunen Valence-en-Brie
| Referens: INSEE |